# Steve Walsh (sędzia rugby)
Steve Walsh (ur. 28 marca 1972 w Cambridge) – nowozelandzki, a następnie australijski międzynarodowy sędzia rugby union. Sędziował w National Provincial Championship, Super Rugby, a także w rozgrywkach reprezentacyjnych, w tym w Pucharze Świata.
Czynne uprawianie sportu przerwała mu kontuzja kręgosłupa, której doznał w wieku trzynastu lat, sędziowania podjął się natomiast mając szesnaście lat. Cztery lata później zadebiutował w Dywizji III National Provincial Championship, zostając najmłodszym arbitrem w historii tych rozgrywek. Jako główny arbiter wziął udział w finale National Provincial Championship 2005. Związany był w tym okresie z North Harbour Rugby Referees Association. W 2002 roku nominowany był do wyróżnienia dla najlepszego nowozelandzkiego arbitra, nagrodę tę otrzymał zaś w roku 2007.
W Super 12/14/Rugby sędziował w latach 1997–2015, zaliczając 111 występów w roli głównego arbitra pobijając tym samym dotychczasowy rekord Jonathana Kaplana, wśród nich znajdowały się dwa finały – edycji 2007 i 2012. W 1998 roku został zawodowym arbitrem, a 13 czerwca tegoż roku poprowadził zaś swój pierwszy testmecz – wygraną Francji nad Argentyną – i do końca kariery osiągnął liczbę sześćdziesięciu. Do sędziowania Pucharu Sześciu Narodów został po raz pierwszy wyznaczony w 1999 roku, na przeszkodzie stanęła mu jednak operacja. Zadebiutował zatem w edycji 2000 i odtąd regularnie pojawiał się w tym turnieju. Rzadziej wybierany był do panelu arbitrów na Puchar Trzech Narodów, w którym znalazł się po raz pierwszy w 2001 roku. Na Pucharze Świata 1999 pełnił rolę sędziego liniowego, głównym arbitrem był natomiast w 2003, 2007 i 2011.
Podczas Pucharu Świata 2003 otrzymał trzydniowe zawieszenie po kłótni z angielskim oficjelem, zaś w roku 2005 po obrzuceniu inwektywami Shane'a Horgana został przez IRB odsunięty od meczów międzynarodowych na kilka miesięcy. W grudniu 2008 roku pojawił się na spotkaniu sędziów SANZAR jeszcze pod wpływem alkoholu z całonocnej libacji, co zakończyło się jego wydaleniem z tego spotkania. Początkowo nie został nominowany do meczów pierwszej części kolejnego sezonu Super 14, w kwietniu 2009 roku New Zealand Rugby Union zakończył zaś z nim współpracę. Ominęły go zatem spotkania w Pucharze Sześciu Narodów i podczas tournée British and Irish Lions 2009.
Odstawiwszy alkohol przeprowadził się do Sydney, gdzie zaczął odbudowywać swoją karierę. Sędziował w lokalnych rozgrywkach, także szkolnych, dorabiając wieczorami jako kurier. Prowadził mecze Shute Shield, został członkiem stanowego stowarzyszenia sędziowskiego Nowej Południowej Walii otrzymując kilka wyróżnień. Otrzymał następnie kontrakt od Australian Rugby Union, w 2010 roku powrócił także do panelu sędziowskiego Super 14 oraz spotkań międzynarodowych, początkowo meczem w ramach Pucharu Narodów Pacyfiku, wkrótce zaś do testmeczów na najwyższym poziomie.
W trakcie kariery sędziował także spotkania podczas tournée British and Irish Lions w latach 2005 i 2013 oraz inne mecze międzynarodowe, a w ramach przygotowań do Pucharu Sześciu Narodów był arbitrem meczu amatorskiej ligi w Londynie. W marcu 2015 roku ogłosił zakończenie kariery sędziowskiej w trybie natychmiastowym chcąc skupić się na działalności biznesowej.
Został wybrany najlepszym australijskim sędzią rozgrywek Super Rugby w latach 2012–2014, natomiast na gali rozdania nagród australijskiego związku analogiczną nagrodę otrzymywał w latach 2011–2013.